# L'Attrait du bouge
Pour plus de détails, voir Fiche technique et Distribution.
L'Attrait du bouge est un film muet français réalisé par Louis Feuillade, sorti en 1912.

## Fiche technique
- Titre : L'Attrait du bouge
- Réalisation : Louis Feuillade
- Scénario : Louis Feuillade
- Société de production : Société des Établissements L. Gaumont
- Pays d'origine :  France
- Langue : film muet avec les intertitres en français
- Format : Noir et blanc — 35 mm — 1,33:1 — Muet
- Métrage : 452 m
- Genre :
- Durée : 15 minutes 30
- Date de sortie : 
  -  France : octobre 1912

## Distribution
- Georges Melchior